# Acer Liquid E
Смартфон компании Acer, выпущенный в конце лета 2010 года. Работает на операционной системе Google Android 2.1 (Éclair). Предшественник этой модели - Acer Liquid. Liquid E обладает большим объемом оперативной памяти, и, в сравнении с Liquid, поставляется с ОС Android 2.1 (Éclair).
В декабре 2010 года вышло обновление Acer Liquid E до Android 2.2 (FroYo).
В апреле 2013 года на рынок вышла следующая модель - Acer Liquid E2 Duo.
В октябре 2014 года на рынок вышла модель, предназначенная для работы с тремя SIM-картами -
Acer Liquid E700.

## Технические характеристики
- Класс: смартфон
- Форм-фактор: моноблок
- Материалы корпуса: глянцевый пластик
- Операционная система: Android 2.1 (Éclair), 2.2 (Froyo)
- Коммуникации: GSM/EDGE 850/900/1800/1900 МГц, UMTS/HSDPA 900/1800/2100
- Процессор: 1ГГц уменьшенный до 768 МГц на платформе Qualcomm QSD8250 (Snapdragon)
- Оперативная память: 512 МБ
- Память для хранения данных: 512 МБ + разъем для карты памяти microSD (без горячей замены карты памяти)
- Интерфейсы: Wi-Fi, Bluetooth 2.0+EDR (A2DP), универсальный разъем miniUSB (USB 2.0) для заряда/синхронизации, 3.5 мм для гарнитуры
- Экран:  трансфлективный TFT 3,5” с разрешением 480x800 точек (WVGA), автоматическая регулировка уровня подсветки
- Камера: 5 Мп с автофокусом, видео записывается в HD (480p)  разрешении (22 кадра в секунду)
- Навигация: GPS на чипе gpsOne платформы Qualcomm (поддержка A-GPS)
- Дополнительно: акселерометр, датчик света, сенсор приближения
- Батарея: съемная Li-Ion емкостью 1350 мАч
- Габариты: 115 x 62,5 x 12,5 мм
- Вес: 135 г.